# عبد الوهاب البرلسي
الدكتور عبد الوهاب البرلسي، أستاذ جامعي مصري في مجال علم الأدوية (الفارماكولوجيا)، شغل منصب مدير جامعة أسيوط في الفترة من 29 أغسطس 1967 إلى 27 أكتوبر 1968 ثم وزير التعليم العالي في الفترة من 28 أكتوبر 1968 إلى 13 مايو 1971، وهو سادس من شغلوا هذا المنصب منذ إنشاء وزارة التعليم العالي سنة 1961، وكان عضوًا باللجنة المركزية للاتحاد الاشتراكي العربي.